# Diaphoromorpha bellescripta
Diaphoromorpha bellescripta är en fjärilsart som beskrevs av De Lajonquière 1973. Diaphoromorpha bellescripta ingår i släktet Diaphoromorpha och familjen ädelspinnare. Inga underarter finns listade i Catalogue of Life.